# أس تي تيليميديا
أس تي تيليميديا ( أس تي تي ) هي مستثمر استراتيجي يقع مقره الرئيسي في سنغافورة ومتخصص في الاتصالات والإعلام ومراكز البيانات وأعمال تكنولوجيا البنية التحتية على مستوى العالم. وهي ممثلة في 15 دولة وثلاث قارات عبر آسيا والمحيط الهادئ والولايات المتحدة وأوروبا. وهي شركة محفظة مالية تابعة لشركة تماسيك القابضة . في عام 2016، قامت الشركة بتحديث هويتها المؤسسية، واعتمدت شعارًا جديدًا واسمًا تجاريًا مبسطًا أس تي تيليميديا .

## الأنشطة التجارية
تتركز المحفظة الاستثمارية لشركة أس تي تي على ثلاثة قطاعات أعمال عبر سلسلة القيمة الرقمية - الاتصالات والإعلام، ومراكز البيانات، وتكنولوجيا البنية التحتية.

## المسؤولية الاجتماعية للشركات
تركز جهود المسؤولية الاجتماعية للشركات الخاصة بشركة أس تي تي على ثلاثة مجالات أساسية: رعاية الأجيال القادمة وإثراء المجتمعات واستدامة الصناعات.

### تربية أجيال المستقبل
تدعم الشركة وتطلق البرامج التي تمكن الأجيال الحالية والمستقبلية من تحقيق إمكاناتهم الكاملة. في عام 2017، أطلقت أس تي تي "جائزة أس تي تيليميديا كاتاليست" بالشراكة مع تيماسيك بوليتكنيك .
في عام 2019، أنشأت أس تي تي ثلاث منح دراسية جامعية للسنغافوريين من خلفيات محرومة للاحتفال بالذكرى السنوية الخامسة والعشرين لتأسيسها. يتم تقديم المنح الدراسية الكاملة الخالية من السندات بالشراكة مع مدرسة لي كوان يو للسياسة العامة و كلية فيتزويليام، كامبريدج و كلية سومرفيل , أوكسفورد.
في عام 2022، أطلقت أس تي تيليميديا جوائز دراسية مع جامعة سنغافورة للتكنولوجيا والتصميم لمسارات تحليلات البيانات وتحليلات الأعمال وأبحاث العمليات ، ومع معهد سنغافورة للتكنولوجيا في تخصصات علوم الكمبيوتر ؛ أمن المعلومات وهندسة البرمجيات . وتسعى الجوائز، التي سيتم منحها سنويًا لمدة ثلاث سنوات، إلى تقدير وتشجيع التميز الأكاديمي بين الطلاب في التخصصات المتعلقة بمجال أعمالها.

### إثراء المجتمعات
وتعمل المنظمة أيضا مع السكان والقطاعات المحرومة من الخدمات داخل المجتمع المحلي ، وتساهم بشكل مباشر في مجالات مثل الإغاثة في حالات الكوارث ، والحفاظ على البيئة البحرية ، فضلا عن المشاريع المتعلقة بالصحة والأمل والكرامة.

### الصناعات المستدامة
كما تدعم ست منصات ومبادرات متعددة في جميع أنحاء آسيا والعالم لفهم وتعزيز الحلول الفعالة بشكل أفضل في المشهد التجاري المعقد اليوم.